# Остролодочник майдантальский
Остроло́дочник майданта́льский (лат. Oxytropis maidantalensis) — вид двудольных растений рода Остролодочник (Oxytropis) семейства Бобовые (Fabaceae). Впервые описан российским ботаником Борисом Алексеевичем Федченко.

## Распространение и среда обитания
Известен из Ташкентской области Узбекистана, с бассейна реки Майдантал в западном Тянь-Шане. Отдельные источники расширяют ареал до Казахстана и Киргизии.
Растёт одиночно на каменистых и щебнистых склонах.

## Ботаническое описание
Светолюбивое многолетнее травянистое растение.
Стебель почти отсутствует.
Листья сложные, овальной или продолговатой формы, состоят из листочков овальной формы.
Соцветие кистевидное, несёт цветки красного цвета.
Плод — удлинённо-яйцевидный боб, вздутый, шерстистый, зелёного или бурого цвета.
Размножается семенами. Цветёт в июле, плодоносит в августе.

## Значение
Выращивается как декоративное растение.

## Охранный статус
Редкое растение, занесённое в Красную книгу Узбекистана. В Узбекистане произрастает всего около 3000 экземпляров растения.